# Font dels Comtes
La Font dels Comtes, coneguda popularment com a Font de les Canelles és una font barroca de Santa Coloma de Queralt inclosa a l'Inventari del Patrimoni Arquitectònic de Catalunya. El conjunt escultòric consta d'unes fonts, d'una creu de terme gòtica i d'un abeurador. Vora aquest conjunt hi ha uns rentadors públics, de datació desconeguda.

## Descripció
El brollador pròpiament dit consta de tres paraments clarament diferenciats, d’un estil barroc molt auster.
A la part inferior hi ha vuit brolladors emmarcats a tres bandes per una motllura. Són formats per caràtules de pedra en baix relleu, amb expressions diferents. És possible que facin referència a personatges reals o estaments de la vila, atès que gairebé tots porten el cap cobert amb curiosos capells i mostren formes de pentinats diversos. Amb la boca, cadascun sosté un cap de bronze d’aparença humana però amb trets simiescos. Dels esmentats caps en raja l’aigua que és recollida en un gran bassi de pedra que, en sobreeixir, porta l’aigua a l’abeurador adjacent dels animals.
El cos mitjà del monument és format per un parament de pedra treballada amb sis fileres de carreus regulars, en un encoixinat auster, però de gran bellesa plàstica. Als extrems ressalten dues pilastres encastades a la façana. Són rectangulars, de base quadrada i rematades per dues semiesferes que tanquen lateralment el conjunt d’aquesta secció. En canvi, per la part superior els carreus encoixinats s'uneixen per mitjà d’un fris corregut, que, a la vegada serveix de base al timpà que forma la part superior del monument. Acaba als extrems amb dues esferes de pedra, posades en simetria amb una altra, que remata tot el conjunt del monument.
El timpà és presidit per una fornícula amb la imatge de santa Coloma, emmarcada per dues columnes i protegida per un dosell en forma de petxina. És obra de l'escultor colomí Pere C. Sebastià, que treballà amb Frederic Marès en la restauració de les tombes reials de Poblet. La imatge de la santa porta una corona al cap i amb la mà esquerra sosté la palma del martiri. A la mà dreta, un llibre sobre el qual reposa un colom. Als seus peus, l’ossa a la qual fa referència la llegenda del martiri de la santa. La imatge substitueix una anterior, destruïda el juliol de 1936 i instaurada novament el 1956.
A banda i banda d’aquest parament superior del monument hi ha dos escuts, que podrien ser una mica posteriors a l'edifici, ja que trenquen la simetria dels carreus. El de l'esquerra –en força mal estat a causa de l'erosió— és cobert per la corona comtal i flanquejat amb bandes ondulades. Al cos de l'escut hi manca un fragment, però és possible llegir les dues darreres xifres d’una data que –segons fotografies antigues— sembla correspondre a 1829. També podria ser 1629, però en realitat no sabem el motiu pel qual hi ha aquesta data. L'escut de la dreta, en millor estat de conservació, mostra en el seu cos central la figura d’un colom, reposant sobre una branca i unes roques (emblema dels Requesens).
Als costats és exornat amb dos elements laterals en forma de filacteris i un altre inferior en forma de bols o conques amb ornamentació geomètrica. És coronat a la part superior per dos corns encreuats posats en diagonal. Damunt la figura de santa Coloma, com a element de separació, hi ha un fris corregut en el qual és perfectament visible una data: 1623.
Tot el conjunt és rematat per un frontó semicircular coronat per una esfera de pedra, que fa simetria amb les dues esferes laterals. Tot el conjunt és delimitat per sis pilars exempts, de fust quadrat i rematats també per esferes, una d’elles tocant a l’abeurador dels animals. El terra és cobert amb llambordes, unides amb aglomerat de calç.

## Història
Els comtes Dalmau de Queralt i Codina i Joana d'Alagó i Requesens van ordenar construir la Font l'any 1614, possiblement amb la intenció de llimar les tensions entre els Queralt i la Universitat de Santa Coloma, que des de principis de segle XVII mantenien un plet per assumptes tributaris. En el capbreu de 1617 de Santa Coloma de Queralt, l'actual emplaçament de la Font dels Comtes consta com a "Pati del Font", prova que prèviament ja hi havia una font d'aigua. En el mateix document consta que, annexa a aquesta font, ja hi havia els rentadors de la vila.
Segons l'estudiós colomí Roman Ramon, originàriament "la imatge de la patrona de la vila duia corona comtal, [així] com els escuts del Queralt i de la Vila comtal". Ramon afegeix que "el 1820 fou esborrat l'escut del que després fou virrei". La imatge actual de Santa Coloma, de Pere Claver Sebastià, fou feta després de la Guerra Civil per substituir la que fou destruïda durant la guerra. Roman fa notar que la nova escultura no és una reproducció exacta, atès que en el cap de la patrona se substitueix la corona comtal originària per una corona imperial. La nova escultura va ser inaugurada el 18 d'agost de 1957, dia de la Festa Major.

## Galeria d'imatges (detalls de l'obra)

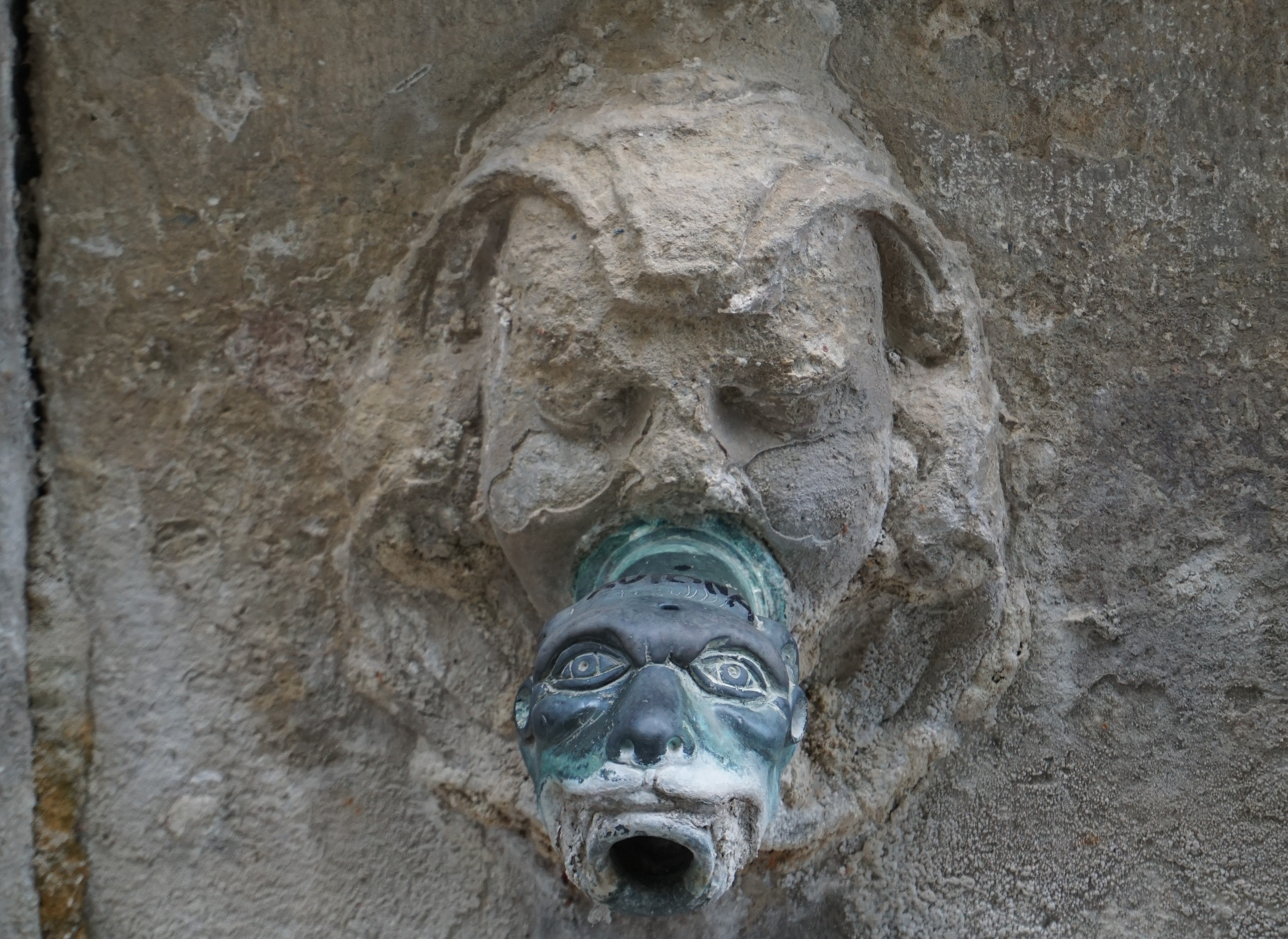
Primera caràtula per l'esquerre
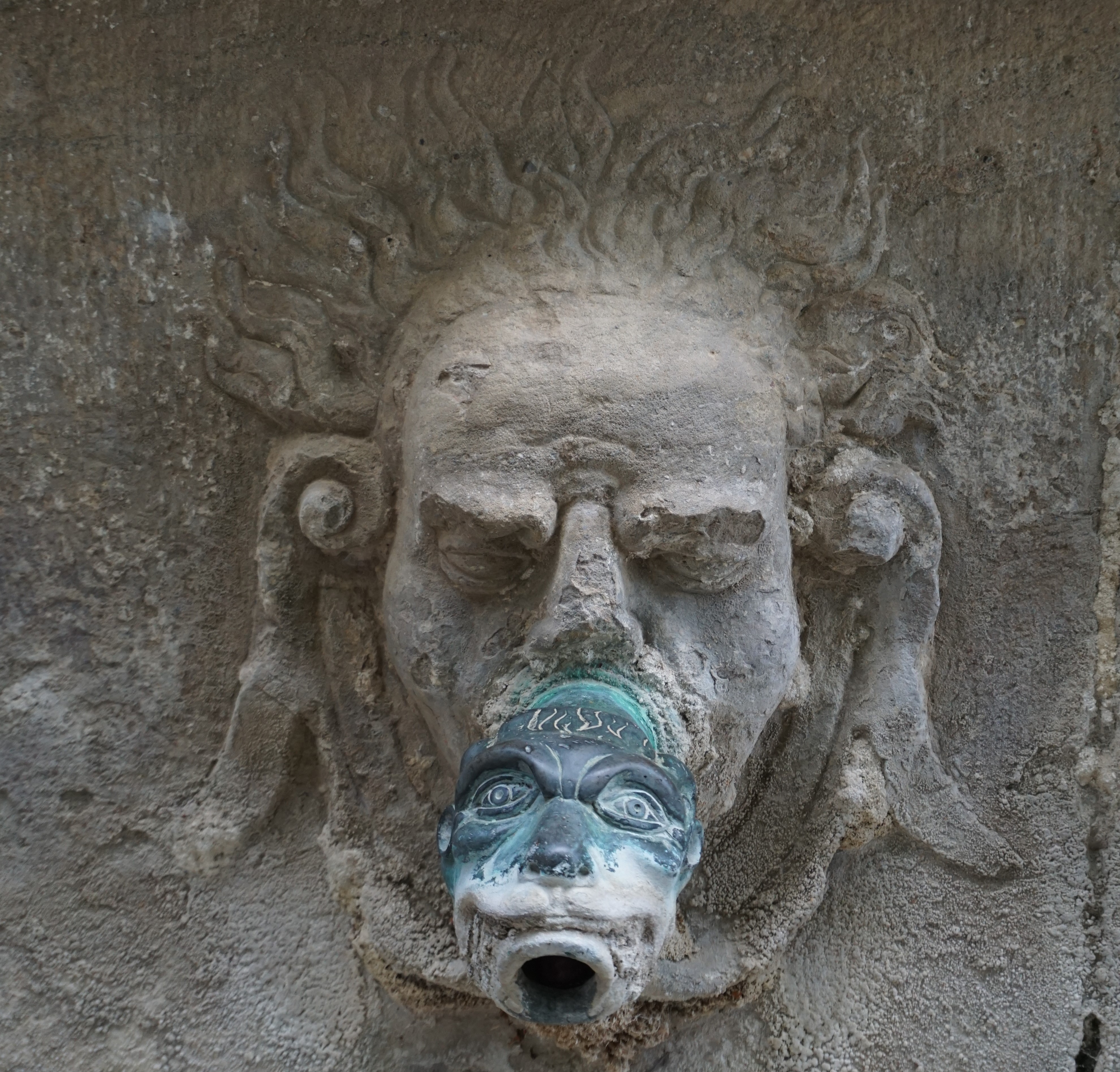
Segona caràtula per l'esquerra
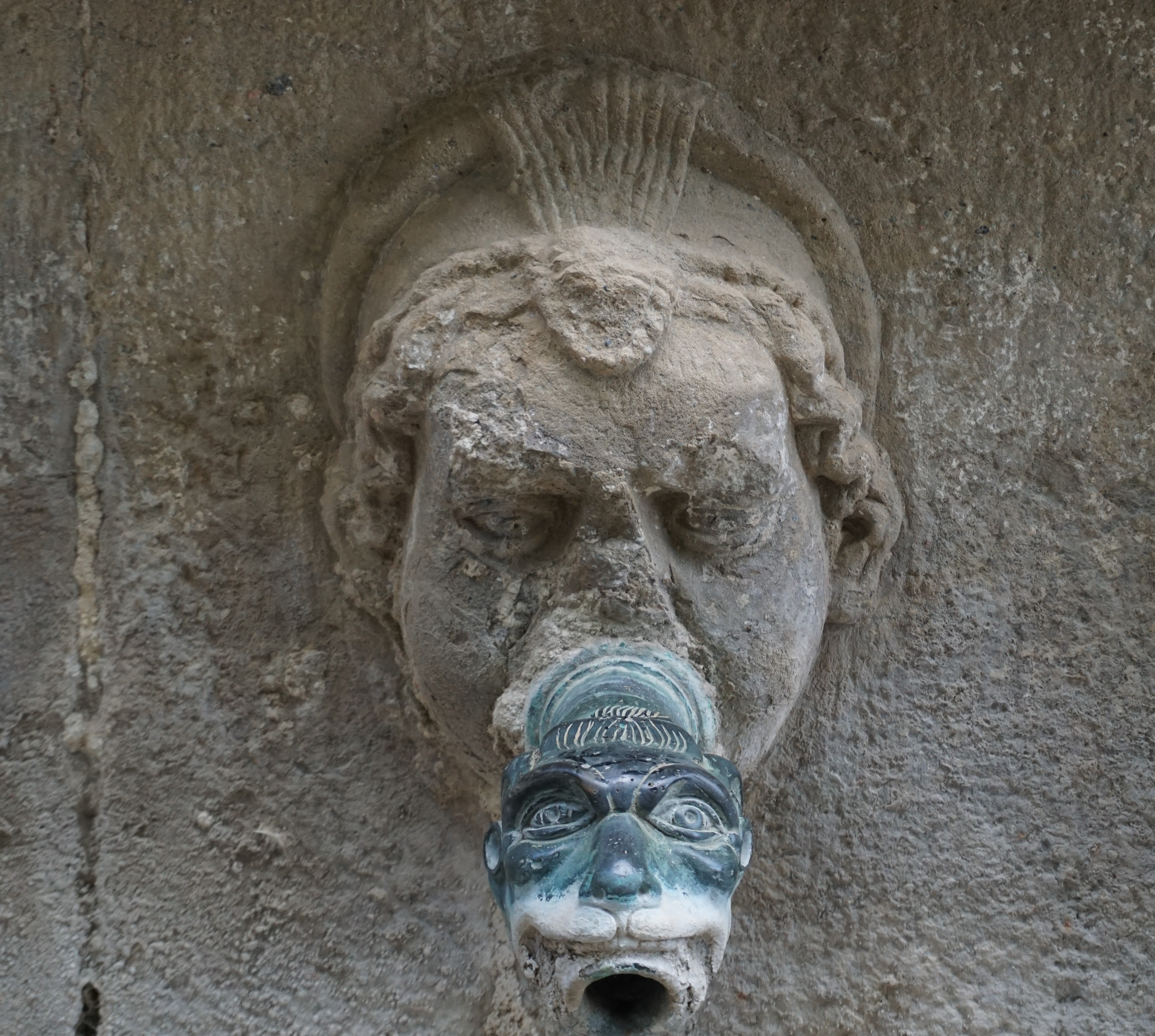
Tercera caràtula per l'esquerra
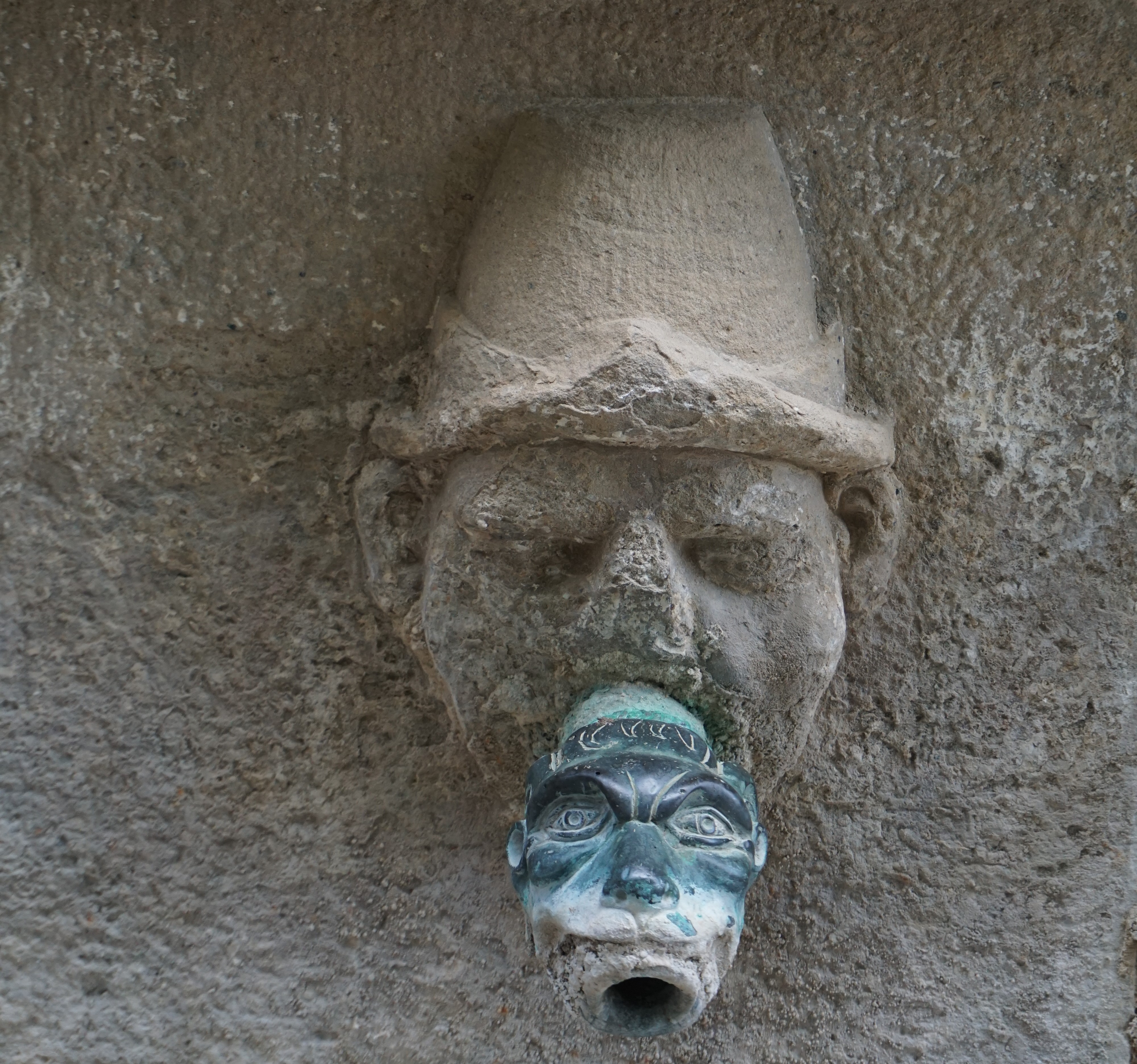
Quarta caràtula per l'esquerra
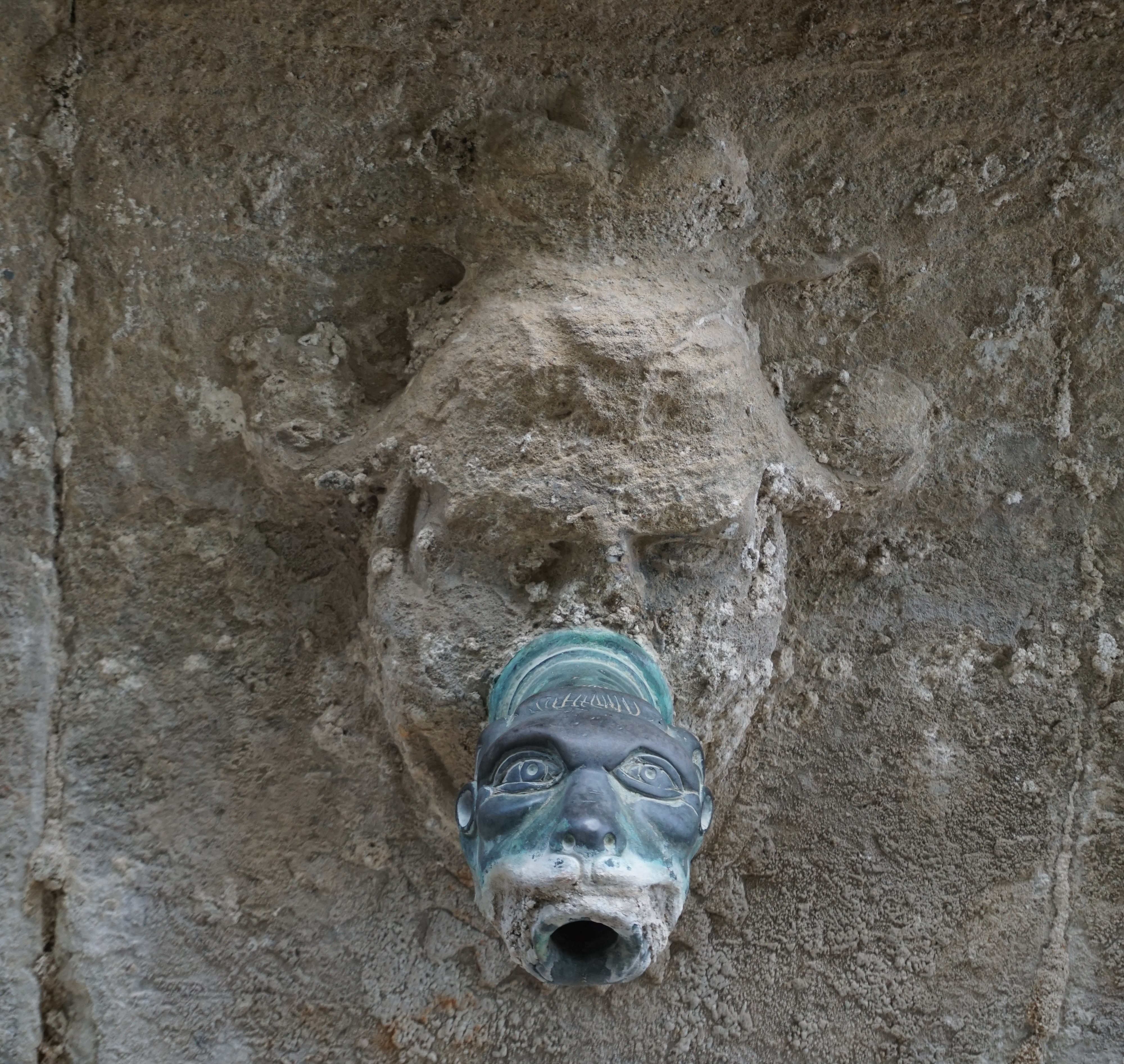
Cinquena caràtula per l'esquerra
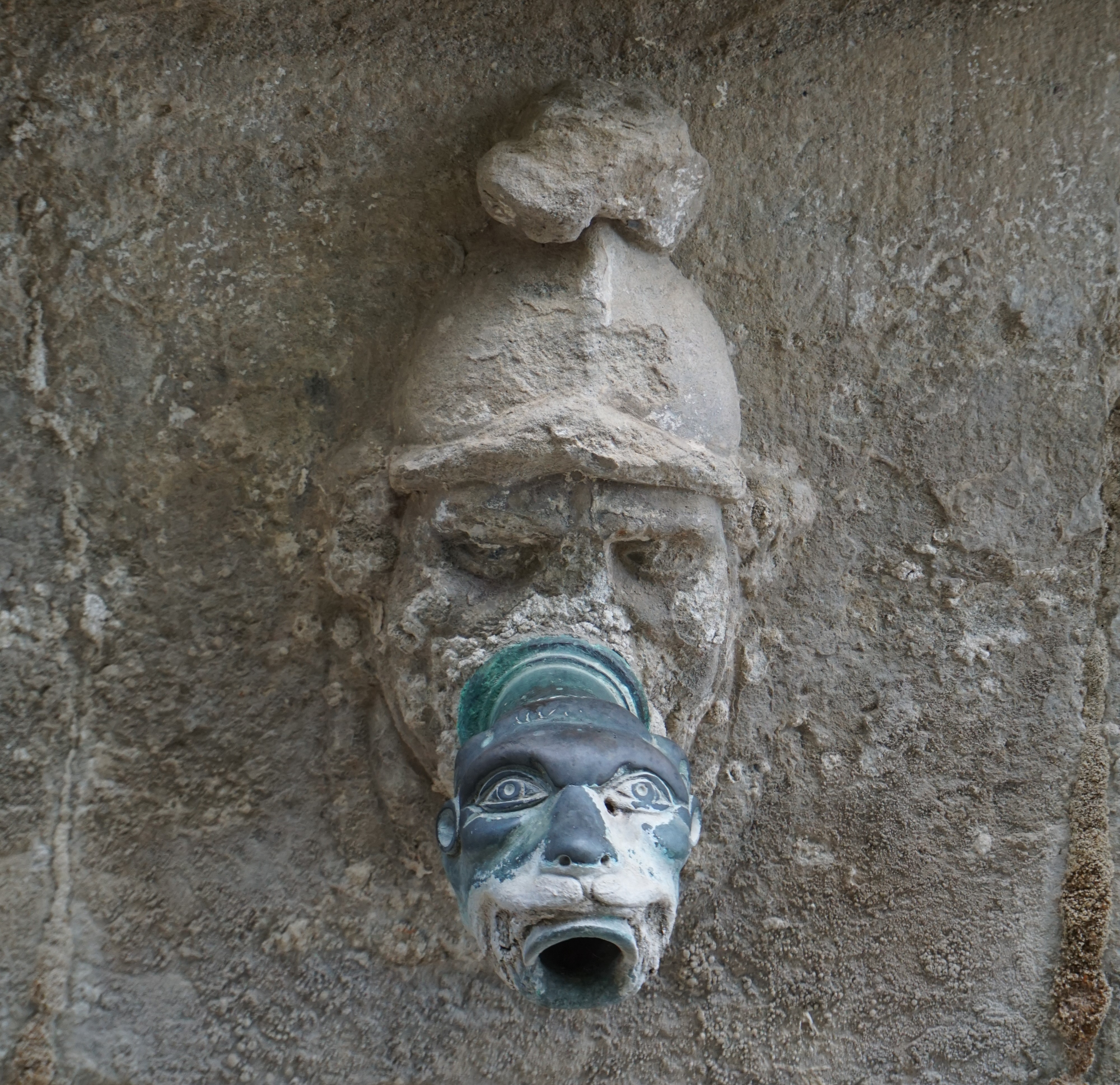
Sisena caràtula per l'esquerra
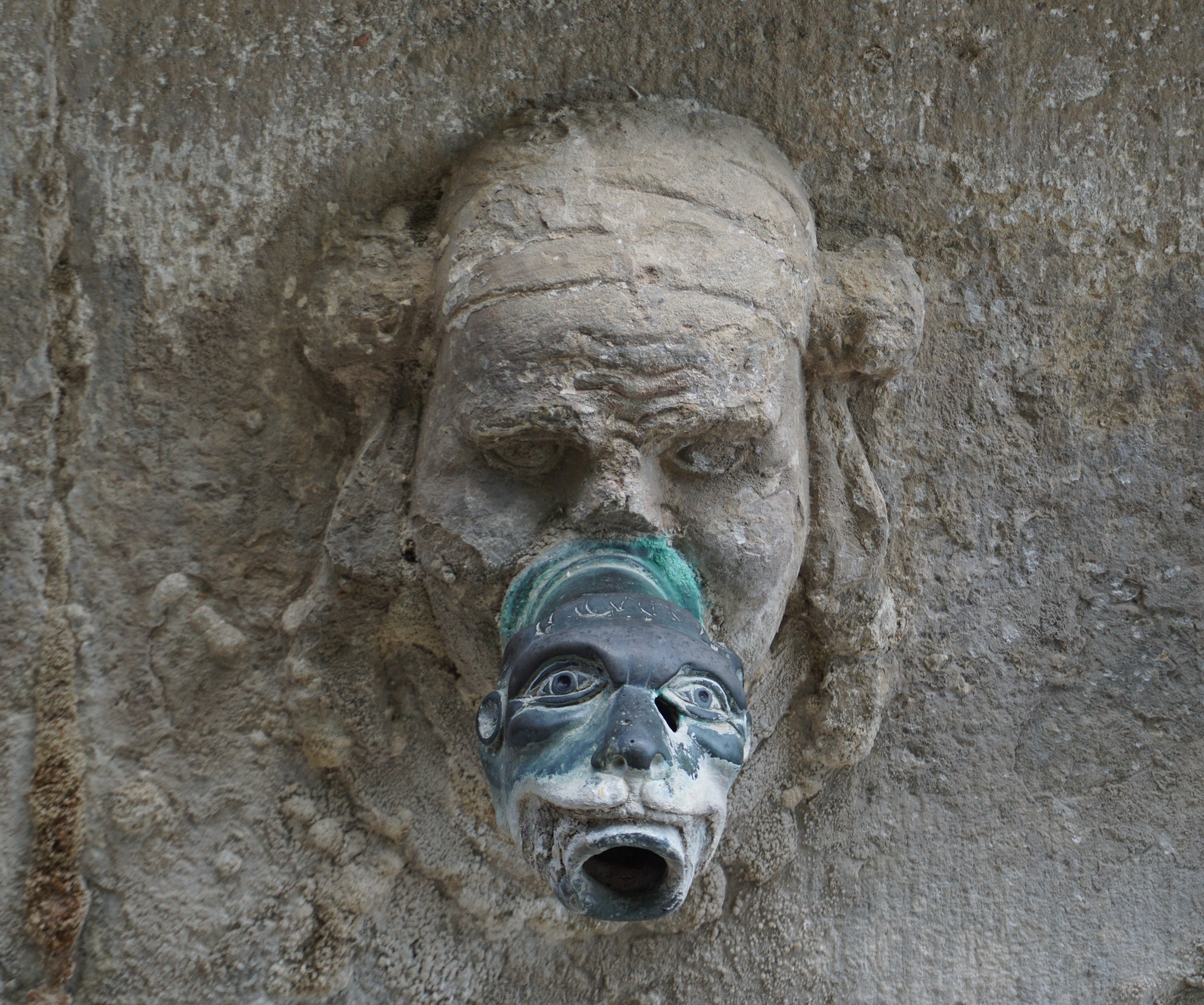
Setena caràtula per l'esquerra
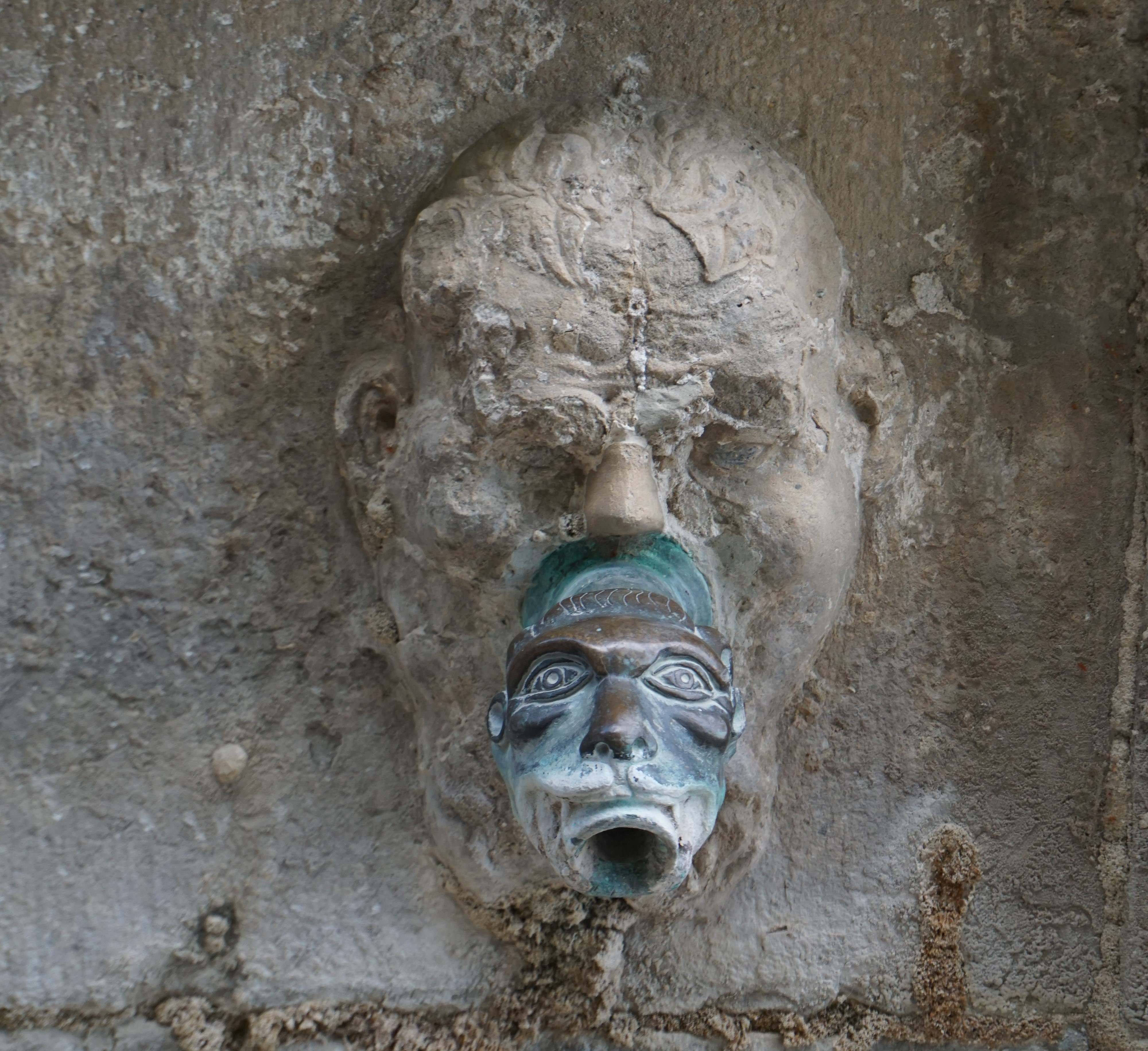
Vuitena caràtula per l'esquerra
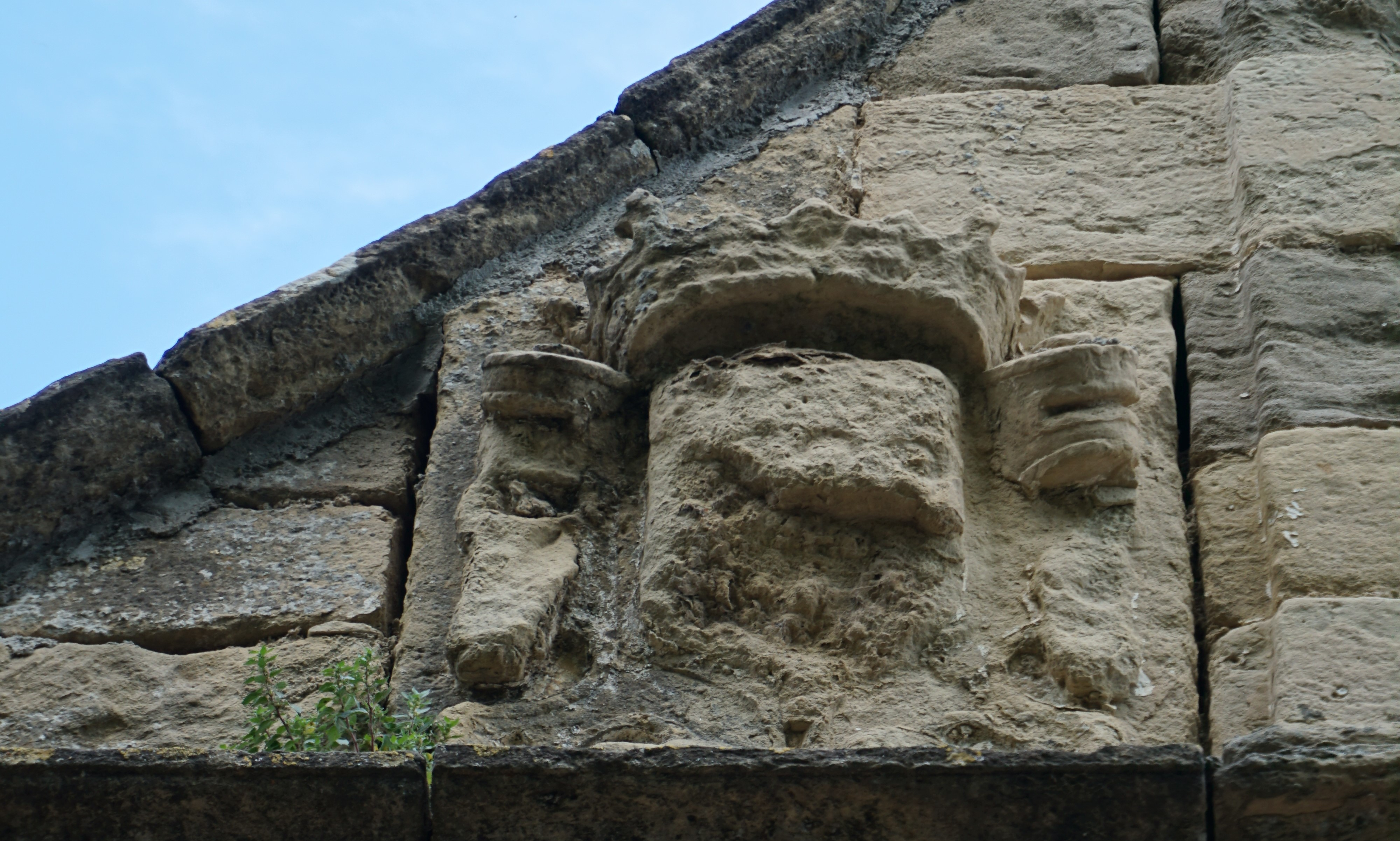
Restes de l'escut esquerre
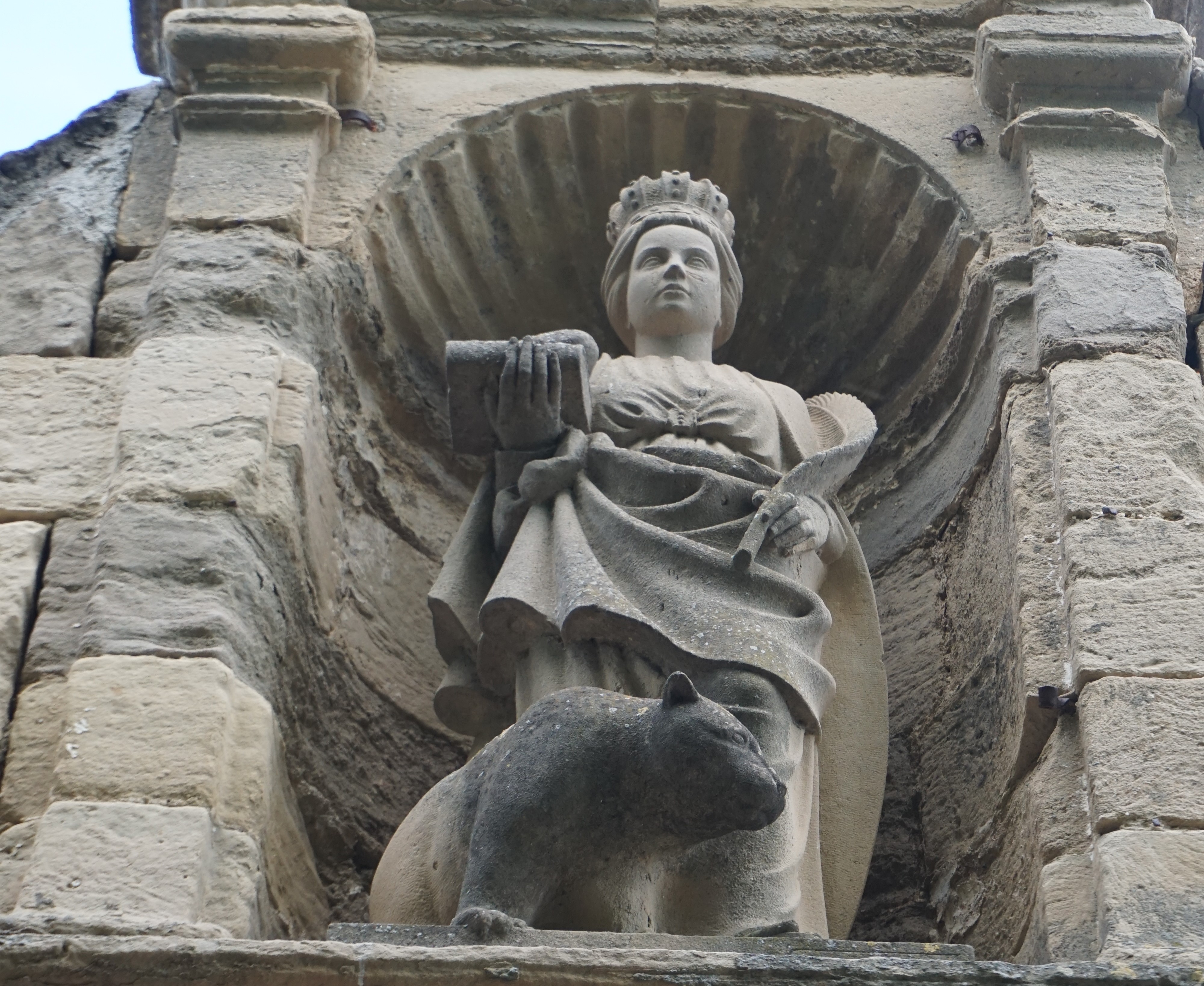
Escultura central. Reconstrucció inaugurada el 1959
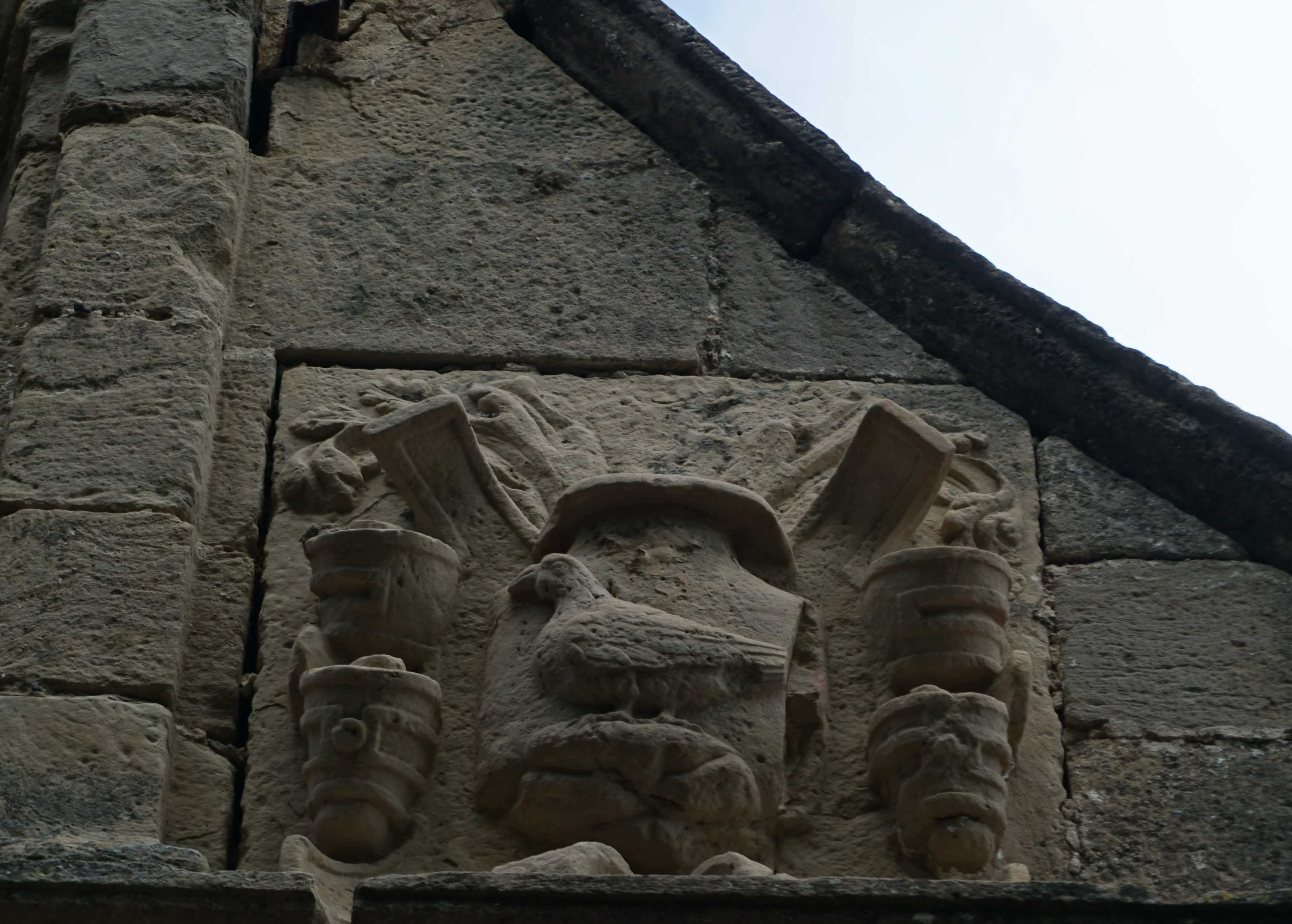
Escut de la dreta
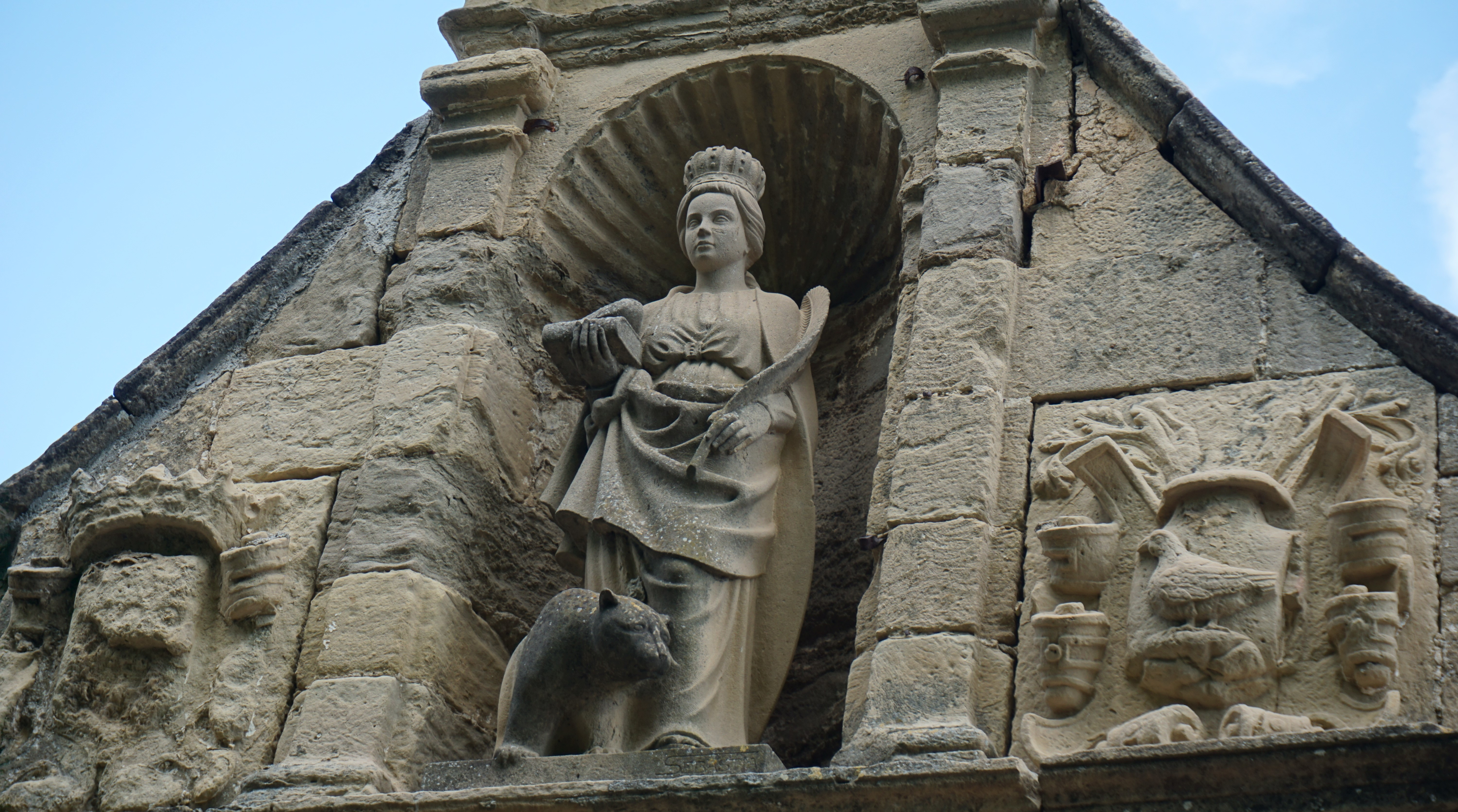
Timpà de la Font